# Nemanthias carberryi
Nemanthias carberryi – gatunek ryby z rodziny strzępielowatych, jedyny przedstawiciel rodzaju Nemanthias Smith, 1954.
Występowanie: zachodnia część Oceanu Indyjskiego, rafy koralowe na głębokościach 4–30 m p.p.m.

## Opis
Osiąga do 13 cm długości.